# Frédéric Lemoine
Frédéric Lemoine (nacido el 27 de junio de 1965) es un entrenador francés. Fue director ejecutivo del Grupo Wendel desde abril de 2009 hasta diciembre de 2017. Anteriormente había sido miembro del consejo de supervisión de Wendel desde junio de 2008. También es miembro del consejo de administración de Saint-Gobain. Es miembro del Consejo de Supervisión del INSEAD desde enero de 2011.

## Vida
Frédéric Lemoine nació el 27 de junio de 1965. Es graduado de la HEC Paris (1986) y del Instituto de Estudios Políticos de París (IEP). Tiene una licenciatura en derecho y estudió en la Escuela Nacional de Administración (ENA). Es Caballero de la Orden Nacional del Mérito y Caballero de la Legión de Honor.

## Antecedentes profesionales
Desde febrero de 2005 al 15 de marzo de 2012 fue miembro personal del consejo de administración de la aseguradora Groupama. Luego fue presidente del consejo de supervisión de Areva hasta abril de 2009. Desde octubre de 2004 hasta mayo de 2008 fue asesor principal de McKinsey. Luego ocupó el cargo de Secretario General Adjunto bajo la presidencia de Jacques Chirac hasta junio de 2004, siendo el principal responsable de las cuestiones económicas y financieras. Entre 1998 y 2002, fue primer director adjunto y director financiero del Grupo Capgemini y luego director general adjunto responsable de las finanzas de Capgemini Ernst & Young. Entre 1995 y 1997 fue jefe adjunto del gabinete del ministro francés de Trabajo y Asuntos Sociales, Jacques Barrot, y responsable de la coordinación de la seguridad social y de la reforma hospitalaria, así como asistente del secretario de Estado de Sanidad y Seguridad Social, Hervé Gaymard. Entre 1992 y 1993 dirigió durante un año el Institut du Cœur en Ciudad Ho Chi Minh, Vietnam. Fue Secretario General de la Fundación Alain Carpentier, que apoyó a este hospital, de 2004 a mayo de 2011.